# Non-paper

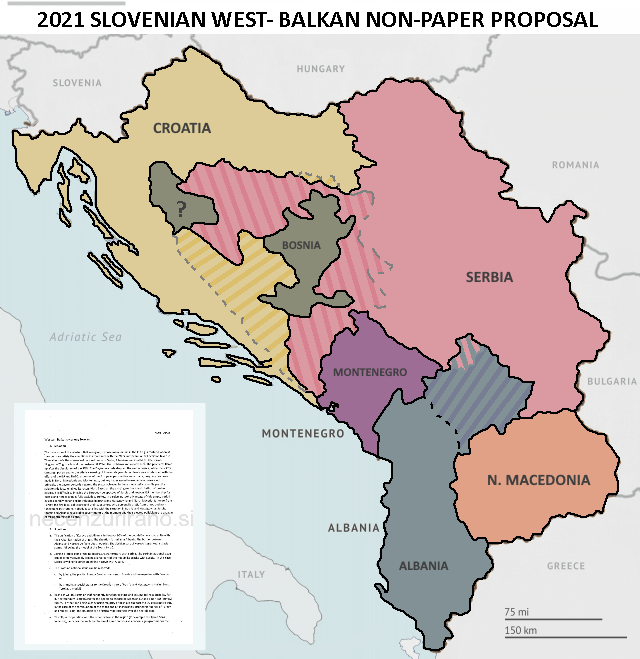
Kaart van de "2021 Balkan non-papers"

Een non-paper (Frans: note libre = vrije nota of notitie), in de diplomatie ook aide-mémoire genoemd, is een onofficieel document dat – gewoonlijk in internationale context – wordt gebruikt als discussiedocument om ideeën over toekomstig beleid te onderzoeken. In de diplomatie worden tekstvoorstellen voor gebruik in discussies, onderhandelingen of overeenkomsten, in de VN ook wel voor resoluties, vaak eerst geformuleerd in een non-paper. Aan de hand van de non-paper kan dan worden gediscussieerd over de definitieve tekst.
Omdat een diplomatiek voorstel in de vorm van een non-paper informeel is, kan de indiener ervan er niet aan worden gehouden. Het heeft geen juridische status, waardoor er geen rechten aan ontleend kunnen worden. Een non-paper kan ook bedoeld zijn voor intern gebruik, om verschillende standpunten tegen elkaar af te kunnen wegen.
De bron van een non-paper is in het algemeen vertrouwelijk of onbekend, wat diplomaten en politici de mogelijkheid biedt zich te onthouden van openlijk commentaar. Daardoor kunnen standpunten ook worden gewijzigd zonder gezichtsverlies voor een van de partijen. De non-paper wordt ook niet officieel openbaar gemaakt. Wel kan deze naar de pers gelekt worden als proefballonnetje, om voorafgaande aan officiële publicatie alvast de publieke reacties te testen. Een voorbeeld van een semi-officieel non-paper is een voorstel over een Europees noodfonds voor de COVID-19-crisis, dat officieel via parlement en internet werd verspreid, maar op zichzelf anoniem was.

## Etymologie
Hoewel non-paper eigenlijk 'niet op papier' betekent, maar deze in het pre-internet-tijdperk juist wel altijd op papier verscheen, is het woord een contradictio in terminis, of ook wel te beschouwen als een paradox.
Het woord non-paper is zowel mannelijk als onzijdig en kan daarom zowel het lidwoord de als het hebben en als aanwijzend voornaamwoord zowel die als dat.
Aide-mémoire komt van het Frans, waarin het letterlijk 'hulpje voor het geheugen' ofwel geheugensteuntje betekent. De term werd voor het eerst gebruikt omstreeks 1840-1850.

## Toepassing
Een non-paper of note libre is een – in beginsel vrijblijvende – tekst, waarin standpunten staan waarover verschillende partijen kunnen onderhandelen. Kenmerkend is het ontbreken van handtekeningen, waardoor het document automatisch juridisch niet-bindend is. Het stuk heeft geen officieel document-symbool, maar kan ter herkenning wel een documentnummer hebben of de naam van de auteur of auteurs bevatten.
De non-paper kan voor intern gebruik zijn, of bedoeld om aan buitenlandse partners te worden gegeven. Hij wordt traditioneel op papier geschreven zonder datum en zonder vermelding van de auteur(s), zodat de bron niet kan worden geïdentificeerd.

### Aide-mémoire
Aide-mémoire is een term die specifiek wordt gebruikt in de diplomatie. Het is een aanduiding voor een korte diplomatieke nota.
In het Amerikaans Engels wordt Aide-mémoire meer in de algemene betekenis gebruikt voor een memorandum over bijvoorbeeld een discussie of een voorstel voor een overeenkomst.